# Virapura
Virapura (Hùng Tráng thành) là tên gọi kinh đô của Chăm Pa giai đoạn 757 - 875.

## Lịch sử
Thời kỳ Hoàn Vương đánh dấu sự lên ngôi của các thủ lĩnh bộ tộc Cau ở miền Nam tại hai vùng Kauthara và Panduranga. Kinh đô chuyển từ Simhapura ở phía bắc về phía nam tại Panduranga với tên gọi mới là Virapura và thánh địa tôn giáo cũng dịch chuyển từ Mỹ Sơn ở phía bắc về khu thánh địa Po Nagar ở Nha Trang ngày nay.

## Đặc điểm
Là thủ đô của Chăm Pa trong một thời gian tương đối ngắn khoảng 100 năm nên không có nhiều ghi chép lại về kinh đô này, các khảo cổ cũng chưa khai quật được dấu tích chắc chắn về đặc điểm và vị trí của kinh đô, vị trí hiện nay được phỏng đoán là nằm ở phía nam Phan Rang, quanh khu vực thị trấn Phước Dân, huyện Ninh Phước, tỉnh Ninh Thuận. Bia ký cho biết kinh thành Virapura bị người Java tấn công và tàn phá vào năm 787, sau khi họ đã tấn công và tàn phá thánh địa tôn giáo ở Po Nagar trước đó vào năm 774.
Đây là thời kỳ kinh đô ở miền Nam nên các công trình tôn giáo phần lớn cũng nằm gần khu vực này, ngoài các công trình đã đổ nát hiện nay vẫn còn ngôi tháp Hòa Lai, tháp Po Nagar được xây dựng trong thời kỳ này